# Königtum Dagomba
Das Königtum der Dagomba, auch Dagombareich befand sich im nördlichen Teil des heutigen Ghana. Das Volk der Dagomba, auch Dagbamba genannt, war eine dominante ethnische Gruppe im Herrschaftsgebiet Dagbon. Sie hatten einen eigenen Dialekt das Dagbani (Dagbane), eine Sprache aus der Sprachfamilie Niger-Kongo-Sprachen.

## Geschichte
Die Dagomba herrschten über unterschiedliche Völker und Teile anderer ethnischer Gruppen, zu denen unter anderem die Konkomba und die Chakosi gehörten.
Der Überlieferung nach soll das Königreich Dagomba im 14. Jahrhundert von Einwanderern aus dem Norden aus Melle, einem Ort hinter Gurama, gegründet worden sein.
Es erstreckte sich bis zur Mitte des 17. Jahrhunderts im Süden bis an die Ufer des Schwarzen Volta. Eroberungszüge durch die Gonja verkleinerten das Herrschaftsgebiet. Am Ende dieses Jahrhunderts wurden die Dagomba von den Asante unterworfen. Diese zwangen sie ein jährlich festgelegtes Kontingent an Sklaven zu liefern. Der Tribut an das Aschantireich wurde bis 1874 geleistet, als die Asante von britischen Streitkräften besiegt wurden.
Die Dagomba sind Bauern, die insbesondere Sorghumhirsen, Hirse, Mais, Yamswurzeln und Erdnüsse kultivieren. Die Bearbeitung der Böden wird überwiegend von den Männern ausgeführt. Die Frauen beteiligen sich an der Ernte. Zu den Nutztieren gehören Kurzhornrinder, Schafe, Ziegen, Hühner und Perlhühner. Zur Ergänzung der Nahrung kommen Jagd und Fischerei hinzu.
Als souveräner Staat existierte das Königreich fast 500 Jahre: von 1409 bis ca. 1899. 1899 wurde es der britischen beziehungsweise deutschen Kolonialherrschaft unterworfen. Diese späte Kolonialisierung hatte damit zu tun, dass das Dagombareich in einem zwischen Briten und Deutschen umstrittenen Gebiet, dem so genannten Salaga-Gebiet, lag. Von 1744 bis Mitte des 19. Jahrhunderts war Dagomba außerdem den Ashanti tributpflichtig.
Sämtliche Häuptlinge und Unterhäuptlinge entstammen der Dagombafamilie. Bis zur Kolonialisierung hatte es 42 Oberhäuptlinge gegeben. Der Herrscher dieses Königtums war der Ya Na, dessen Gericht und Verwaltung sich in der Stadt Yendi befanden.
Auch heute noch sind die Traditionen des Dagombakönigtums lebendig. Als Dagbon Traditional Kingdom ist das Dagombakönigtum offiziell anerkannt und bildet eine parallele Struktur zu den Institutionen des modernen Ghana. Das Königreich der Dagomba besitzt traditionelle verwaltungstechnische Zuständigkeiten für verschiedene Akephale Ethnien ihres Gebietes, also für solche Ethnien, die keine institutionalisierte Herrschaft kennen, sondern von Respektspersonen geführt werden und ihre Entscheidungen im Konsens treffen. Dies sind etwa die Konkomba, die Bimoba, die Chakosi, die Basaari, die Chamba und die Zantasi. Diese ethnischen Minderheiten haben ein Mitspracherecht, fühlen sich aber häufig diskriminiert, was in den 1990er Jahren zu blutigen Ausschreitungen geführt hat.

## Liste der Herrscher (Ya-Na)
| Name                | Regierungszeit 1 | Alternativnamen oder Anmerkung                                                                                  |
| ------------------- | ---------------- | --- |
| Djipopora           | 1409–1424        | Sohn des Kpaganumba, eines Enkels des Herrschers von Mali und einer Tochter eines Tindana (Erdherr) aus Gourma. |
| Kuntile             | 1424–1439        | verstarb ohne Nachkommen                                                                                        |
| Gbewaa              | 1439–1444        | Nedega, Kulu Gbagha, Oedraogo, Wedraoogo                                                                        |
| Zhirle              | 1444–1459        | Zirili, Zirile                                                                                                  |
| Sitobu              | 1459–1474        | |
| Nyaghse             | 1474–1489        | |
| Zulande             | 1489–1504        | |
| Naghloghu           |                  | Galogo, Nagalogo (hat nicht regiert)                                                                            |
| Datorle             | 1504–1519        | Dariguyomd, Daruguyomda, Darigudiemba                                                                           |
| Briguyomda          | 1519–1534        | Bariguwiemda, Beregoyemda, Buriguyomda                                                                          |
| Zolgu               | 1534–1549        | Zolgo, Zologo (Dynastiewechsel)                                                                                 |
| Zunzong             | 1549–1564        | Zong, Zongmang, Zonman, Zunzong bla                                                                             |
| Nengmitoni          | 1564–1579        | Nongmitoni, Nonguritoni, Nenmitone                                                                              |
| Dimani              | 1579–1594        | Demani, Diwani                                                                                                  |
| Yenzo               | 1594–1609        | Yanzo |
| Dardjeghu           | 1609–1624        | Darizego, Darisiego, Dariziogo                                                                                  |
| Lilo                | 1624–1639        | Luro |
| Titughre            | 1639–1654        | Tutugri, Tutugre, Tubugiari                                                                                     |
| Zaghle              | 1654–1669        | Zagalali, Zagale                                                                                                |
| Zokule              | 1669–1684        | Zokole, Zokuti                                                                                                  |
| Gungoble            | 1684–1699        | Gungboli |
| Zangyina            | 1699–1714        | Zangina, Zanjina, Muhammad Zangina Er war der erste Dagomba-König, der sich zum Islam bekannte.                 |
| Andan Sighle        | 1714–1729        | Andani Segri, Andani Sigili, Andanesegele, Bengumanga                                                           |
| Djingle             | 1729–1744        | Jingli, Dzingli Binbiegu, Djimli, Jimli, Bunbiogu                                                               |
| Garba               | 1744–1759        | Gariba, Garaba, Abu Bakr, Bukari                                                                                |
| Ziblim (Saa)        | 1759–1774        | Naa Saa, Ziblim Nasa, Jibril Na Saa, Zibrim, Sa, Dschibrila, Zibrim Na-Sa                                       |
| Ziblim (Bandamba)   | 1774–1789        | Jibril Bandamda, Zibirim, Ziblim Bandamda                                                                       |
| Andani (Djangbarga) | 1789–1804        | Andani I., Andani Kururi                                                                                        |
| Mahama I.           | 1804–1819        | Mamame, Mahamma, Muhammad                                                                                       |
| Ziblim (Kulunku)    | 1819–1834        | Ziblim Zuhuku, Zibrim Kuluknkui, Tabikaru + Kununku (bei Zech)                                                  |
| Sumani Zole         | 1834–1849        | Sumane, Uthman Zoli, Sumane Zole, Osmanu                                                                        |
| Yakuba              | 1849–1864        | Yakubu, Jakubu                                                                                                  |
| Abdulai I.          | 1864–1879        | Abdallah, Abdullah, Bawuna                                                                                      |
| Andani II.          | 1879–24.8.1899   | Andana, Andani + Abd Al-Rahman (bei Wilks)                                                                      |
| Alasani             | 1899–16.1.1917   | Alasan Tiparga, Alhassan, Al-Hassan, Ali Hassan                                                                 |
| Abdulai II.         | 1917–1929        | Ad Abdullahi II.                                                                                                |
| Mahama II.          | 1929–1948        | Muhammad |
| Mahama bla          | 1948–1954        | Muhammad |
| Abdulai III.        | 1954–15.9.1967   | |